# Henan
Le Henan (en chinois : 河南 ; pinyin : Hénán ; litt. « au sud du fleuve », API : /xɤ̌.nǎn/, autrefois appelé Honan) est une province du centre-est de la Chine. Le Henan fut appelé Zhongzhou (中州) ce qui signifie littéralement « plaine centrale », ce nom est toutefois également appliqué à l'ensemble de la Chine. Le Henan, berceau de la civilisation chinoise ayant plus de 3 000 ans d'histoire, est resté un centre culturel, économique et politique de la Chine jusqu'il y a un millénaire.

## Géographie
Bien que présentant des paysages divers, le Henan est en grande partie occupé par la plaine centrale, importante région agricole que traverse le fleuve Jaune, principal fleuve de Chine du Nord.
Le Henan a un paysage diversifié avec des plaines inondables à l'est et des montagnes à l'ouest.
Une grande partie de la province fait partie de la plaine centrale densément peuplée. Celle-ci porte le nom de « grenier à blé de la Chine ». Les monts Taihang traversent partiellement les frontières nord-ouest de la province depuis le Shanxi, formant la bordure orientale du plateau de Lœss. À l'ouest, les monts Xionger et Funiu forment un vaste réseau de montagnes et de plateaux, préservant l'une des rares forêts tempérées à feuilles caduques (celles-ci couvraient jadis tout le Henan). Le célèbre mont Song avec un monastère Shaolin est situé dans l'extrême est de la région, près de la capitale Zhengzhou. À l'extrême sud, les montagnes de Dabie divisent Hubei du Henan. Le bassin de Nanyang, un autre centre important agricole, possède en effet une culture et une histoire distinctes du reste du Henan, plus proches de celles du Hubei. La désertification n'est pas un problème au Henan.
Le fleuve Jaune traverse le centre du Henan. Il entre dans la province par le nord-ouest, via le réservoir de Sanmenxia. Les tempêtes de sable sont fréquentes dans les villes proches du fleuve Jaune en raison d'une grande quantité de sable présente dans le fleuve. Après avoir passé Luoyang, les montagnes laissent la place aux plaines. La rivière Huai dans le sud du Henan est une autre rivière importante faisant partie de la frontière séparant les climats et cultures du nord et du sud de la Chine.
Le Henan partage ses frontières avec six autres provinces. Il est bordé à l'ouest par le Shaanxi, au sud par le Hubei, et au nord par le Shanxi (nord-ouest) et le Hebei (nord-est). Le Shandong (nord-est) et Anhui (sud-est), dont les frontières se rejoignent sur une bande étroite, séparent le Henan du Jiangsu à l'est.

## Histoire
Considérée comme le berceau de la civilisation chinoise avec les provinces du Shanxi et du Shaanxi, le Henan est connu pour sa prospérité historique entrecoupée de ralentissements périodiques. Sa prospérité économique vient de ses vastes plaines fertiles et de son emplacement stratégique au centre du pays. Cependant, cet emplacement signifie également que la province a subi presque toutes les grandes guerres en Chine. En outre, les nombreuses inondations du Fleuve Jaune ont causé de temps à autre d'importants dégâts. Kaifeng, en particulier, a été ensevelie sept fois par le limon du fleuve Jaune.
Ère ancienne

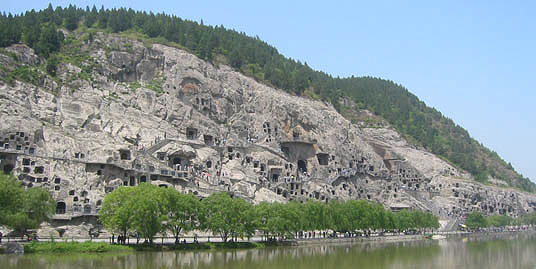
Les grottes de Longmen.

Les sites archéologiques révèlent que les cultures préhistoriques telles que la culture Yangshao et la culture Longshan étaient actives dans ce qui est maintenant le nord du Henan depuis l'ère néolithique. La culture Erlitou plus récente a été controversée avec la dynastie Xia, la première dynastie chinoise largement légendaire qui a été établie, au XXIe siècle av. J.-C.  Pratiquement tout le royaume existait dans ce qui est maintenant le nord et le centre du Henan.
La dynastie Xia s'est effondrée autour du XVIe siècle av. J.-C. à la suite de l'invasion de Shang, un état vassal voisin centré autour de Shangqiu aujourd'hui dans l'est du Henan. La dynastie Shang (XVIe et XIe siècles av. J.-C.) fut la première dynastie lettrée de Chine. Ses nombreuses capitales sont situées dans les villes modernes de Shangqiu, Yanshi et Zhengzhou. Leur dernière et plus importante capitale, Yin, située dans la ville moderne d'Anyang, est le lieu où la première écriture chinoise a été créée.
Au XIe siècle av. J.-C., la dynastie Zhou du Shaanxi est arrivée de l'ouest et a renversé la dynastie Shang. La capitale a été déplacée à Chang'an et le centre politique et économique a été déplacé du Henan pour la première fois. En 722 av. J.-C., lorsque Chang'an fut dévastée par les invasions xionites, la capitale fut déplacée vers l'est jusqu'à Luoyang. Cela a commencé la période de printemps et d'automne, une période de guerre et de rivalité. Ce qui est maintenant le Henan et toute la Chine était divisé en une variété de petits États indépendants, constamment en guerre pour le contrôle de la plaine centrale. Bien que considéré officiellement comme le dirigeant de la Chine, le contrôle exercé par le roi Zhou à Luoyang sur les royaumes féodaux avait pratiquement disparu. Malgré la période prolongée d'instabilité, des philosophes éminents tels que Confucius ont émergé à cette époque et ont offert leurs idées sur la façon dont un État devrait être dirigé. Laozi, le fondateur du taoïsme, est né dans le nord de Chu, une partie du Henan moderne.
Plus tard, ces États furent remplacés par sept États puissants et puissants pendant la période des Royaumes combattants, et le Henan fut divisé en trois États, le Wei au nord, le Chu au sud et le Han au milieu. En 221 av. J.-C., les forces de l'état de Qin du Shaanxi ont conquis tous les six autres États, mettant fin à 800 ans de guerre.
Ère impériale
Ying Zheng, le chef de Qin, s'est couronné lui-même (220 avant notre ère) en tant que Premier Empereur. Il a aboli le système féodal et centralisé toutes les puissances, établissant la dynastie Qin et unifiant le noyau de la patrie Han chinoise pour la première fois. L'empire s'est rapidement effondré après la mort (210 avant notre ère) de Ying Zheng et a été remplacé par la dynastie des Han en 206 av. J.-C., avec sa capitale à Chang'an. Ainsi, un âge d'or de la culture, de l'économie et du pouvoir militaire chinois a commencé. La capitale s'est déplacée vers l'est à Luoyang en 25 apr. J.-C., en réponse à un coup d'État à Chang'an qui a créé la courte dynastie Xin. Luoyang reprit rapidement le contrôle de la Chine, et la dynastie Han de l'Est (25-220) commença, prolongeant l'âge d'or de deux siècles.
La fin de la dynastie des Han de l'Est vit la guerre et la rivalité entre les chefs de guerre régionaux. Xuchang dans le centre du Henan était la base du pouvoir de Cao Cao, qui a finalement réussi à unifier toute la Chine du Nord sous le royaume de Wei. Wei a ensuite déplacé sa capitale à Luoyang, qui est restée la capitale après l'unification de la Chine par la dynastie des Jin occidentaux. Au cours de cette période, Luoyang est devenue l'une des villes les plus grandes et les plus prospères du monde, bien qu'elle ait été endommagée à maintes reprises par la guerre.
Un tombeau chinois de la fin de l'est (25-220 apr. J.-C.) représentant des scènes animées d'un banquet (yanyin 宴饮), de danse et de musique (wuyue 舞 乐), d'acrobaties (baixi 百 戏) et de lutte (xiangbu 相扑), est le tombeau de Dahuting (chinois : 打虎 亭 汉墓, Pinyin : Dahuting Han mu), sur la rive sud de la rivière Suihe à Zhengzhou, province du Henan, Chine (juste à l'ouest du comté de Xi)
Avec la chute de la dynastie des Jin occidentaux aux IVe et Ve siècles, les peuples nomades du nord envahirent le nord de la Chine et établirent de nombreux régimes successifs dans le nord de la Chine, y compris le Henan. Ces personnes ont été progressivement assimilées dans la culture chinoise dans un processus connu sous le nom de sinification.
La courte vie de la dynastie Sui a réunifié la Chine en 589 avec sa capitale à Chang'an. Il s'est effondré en raison de la tentative coûteuse de l'empereur Yang de déplacer la capitale de Chang'an à Luoyang et de la construction de nombreux palais extravagants. La dynastie des Tang subséquente (618-907) conserva sa capitale à Chang'an, marquant le début du deuxième âge d'or de la Chine, le Henan étant l'un des endroits les plus riches de l'empire.
La dynastie Tang a duré trois siècles avant de succomber à des conflits internes. Au cours de la période de cinq dynasties et dix royaumes (907-960) qui a suivi, Kaifeng dans l'est du Henan est devenue la capitale de quatre dynasties. La dynastie des Song qui a réunifié la Chine en 982 avait aussi sa capitale à Kaifeng. Sous la domination de Song, la Chine est entrée dans une autre ère de culture et de prospérité, et Kaifeng a dépassé Luoyang et Chang'an comme la plus grande ville de Chine et du monde [5]. En 1127, cependant, la dynastie des Song succomba aux envahisseurs Jurchen (dynastie Jin) du nord dans la guerre de Jin-Song, et en 1142 céda tout le nord de la Chine, y compris le Henan. Le gouvernement de Song a déplacé sa capitale à Hangzhou dans le sud de la Chine, qui, sous la dynastie des Song du Sud (1127-1279) a continué à jouir d'une relative prospérité économique et culturelle. Une période prolongée de paix et de prospérité culturelle et économique dans la région du Jiangnan du delta du Yangtze (Jiangsu méridional moderne, Zhejiang nord et Shanghai) en a fait le nouveau centre de la culture et de l'économie chinoises.
Kaifeng a servi de « capitale du sud » de Jurchen à partir de 1157 (d'autres sources disent 1161) et a été reconstruit pendant ce temps. [6] [7] Mais les Jurchen ont maintenu leur capitale principale plus au nord, jusqu'en 1214, quand ils ont été forcés de déplacer la cour impériale vers le sud à Kaifeng afin de fuir l'assaut mongol. En 1234, ils ont succombé aux forces combinées de la dynastie mongole et de la dynastie des Song. Les Mongols prirent le contrôle et, en 1279, ils conquirent toute la Chine, établissant la dynastie Yuan et établissant l'équivalent de la province moderne du Henan, avec des frontières très similaires à celles des modernes. Ni ses territoires ni son rôle dans l'économie n'ont changé sous les dynasties ultérieures. Le Henan est resté important sous la dynastie Ming (1368-1644) et la dynastie Qing (1644-1911) qui a suivi, bien que son économie se soit lentement détériorée en raison de fréquentes catastrophes naturelles.
Ère moderne
La dynastie des Qing a été renversée par la république de Chine en 1911, marquant le début de l'ère moderne de la Chine. La construction et l'extension du chemin de fer de Pinghan et du chemin de fer de Longhai ont fait de Zhengzhou, une petite ville du comté à l'époque, un important centre de transport. Malgré la montée de Zhengzhou, l'économie globale du Henan a à plusieurs reprises trébuché car elle a été la plus durement touchée par les nombreuses catastrophes qui ont frappé la Chine à son époque moderne.
Le Henan a beaucoup souffert pendant la seconde guerre sino-japonaise. En 1938, lorsque l'armée impériale japonaise a capturé Kaifeng, le gouvernement dirigé par Tchang Kaï-chek a bombardé le barrage de Huayuankou à Zhengzhou afin d'empêcher les forces japonaises d'avancer davantage. Cependant, cela a provoqué des inondations massives dans le Henan, l'Anhui et le Jiangsu, causant des centaines de milliers de morts. En 1942, le Henan a été frappé par une grande famine résultant d'un mélange de sécheresse, de criquets et de destruction causée par la guerre. Malgré les pénuries de vivres, les autorités chinoises et japonaises ont poursuivi les politiques de réquisition des céréales, ce qui a fait beaucoup plus de victimes que cela aurait pu être le cas autrement.
En 1954, le nouveau gouvernement de la république populaire de Chine a déplacé la capitale du Henan de Kaifeng à Zhengzhou, en raison de son importance économique. La RPC avait déjà établi une province de Pingyuan de courte durée, composée de l'actuel nord du Henan et de l'ouest du Shandong, avec pour capitale Xinxiang. Cette province a été abolie en 1952.
En 1958, Yashan dans le comté de Suiping, Henan, est devenue la première commune populaire de Chine, annonçant le début du « Grand Bond en avant ». Dans les famines subséquentes du début des années 1960 populairement attribuées au Grand Bond en avant, le Henan fut l'un des plus durement touchés et des millions de vies furent perdues.
Une inondation destructrice de la rivière Huai au cours de l'été 1950 a entraîné la construction à grande échelle de barrages sur ses affluents dans le centre et le sud du Henan. Malheureusement, de nombreux barrages n'ont pas été capables de résister aux pluies extraordinairement élevées causées par le typhon Nina en août 1975. Soixante-deux barrages, dont le plus important était le barrage de Banqiao dans le comté de Biyang, se sont effondrés ; inondations catastrophiques, réparties sur plusieurs comtés dans toute la préfecture de Zhumadian et plus en aval, ont tué au moins 26 000 personnes. Les estimations non officielles des pertes humaines, y compris les décès dus aux épidémies et à la famine qui en ont résulté, peuvent atteindre 85 600, 171 000 ou même 230 000. Ceci est considéré comme la catastrophe la plus meurtrière liée aux barrages dans l'histoire humaine.
Au début des années 1970, la Chine était l'un des pays les plus pauvres du monde et le Henan était l'une des provinces les plus pauvres de Chine. En 1978, cependant, lorsque le dirigeant communiste Deng Xiaoping a lancé la politique de la porte ouverte et adopté le capitalisme, la Chine est entrée dans un boom économique qui se poursuit aujourd'hui. Le boom n'a pas atteint les provinces intérieures comme le Henan au début, mais dans les années 1990, l'économie du Henan se développait à un rythme encore plus rapide que celui de la Chine dans son ensemble.
Cependant, le Henan n'a pas encore entièrement perdu sa réputation de marée noire économique. Au cours des dernières années, la prévalence de la « vente de sang » (dons de sang pour le paiement) parmi les villageois pauvres a placé Henan à l'honneur national. Il a été exposé que les villages du SIDA, où la majorité de la population est séropositive, existent au Henan. Dans de nombreuses régions rurales de la Chine dans les années 1990, en particulier dans la province du Henan, des dizaines à des centaines de milliers d'agriculteurs et de paysans ont été infectés par le VIH en participant à des programmes de collecte de sang gérés par l'État. La couverture initiale de la crise par les autorités locales, suivie de l'exposition nationale, a placé le Henan dans une position quelque peu négative.
En novembre 2004, la loi martiale a été décrétée dans le comté de Zhongmou, dans le Henan, pour réprimer les affrontements ethniques meurtriers entre les Chinois Han et les Chinois Hui musulmans. Le nombre déclaré de décès variait entre 7 et 148.

### Scandale du sang contaminé
Dans les années 1990, de nombreuses personnes ont été contaminées par le VIH (virus du sida) par le réseau de transfusion sanguine mis en place au Henan. On estime que dans certains villages, les « villages sida », jusqu'à 80 % des personnes ont été contaminées.

### Tensions ethniques

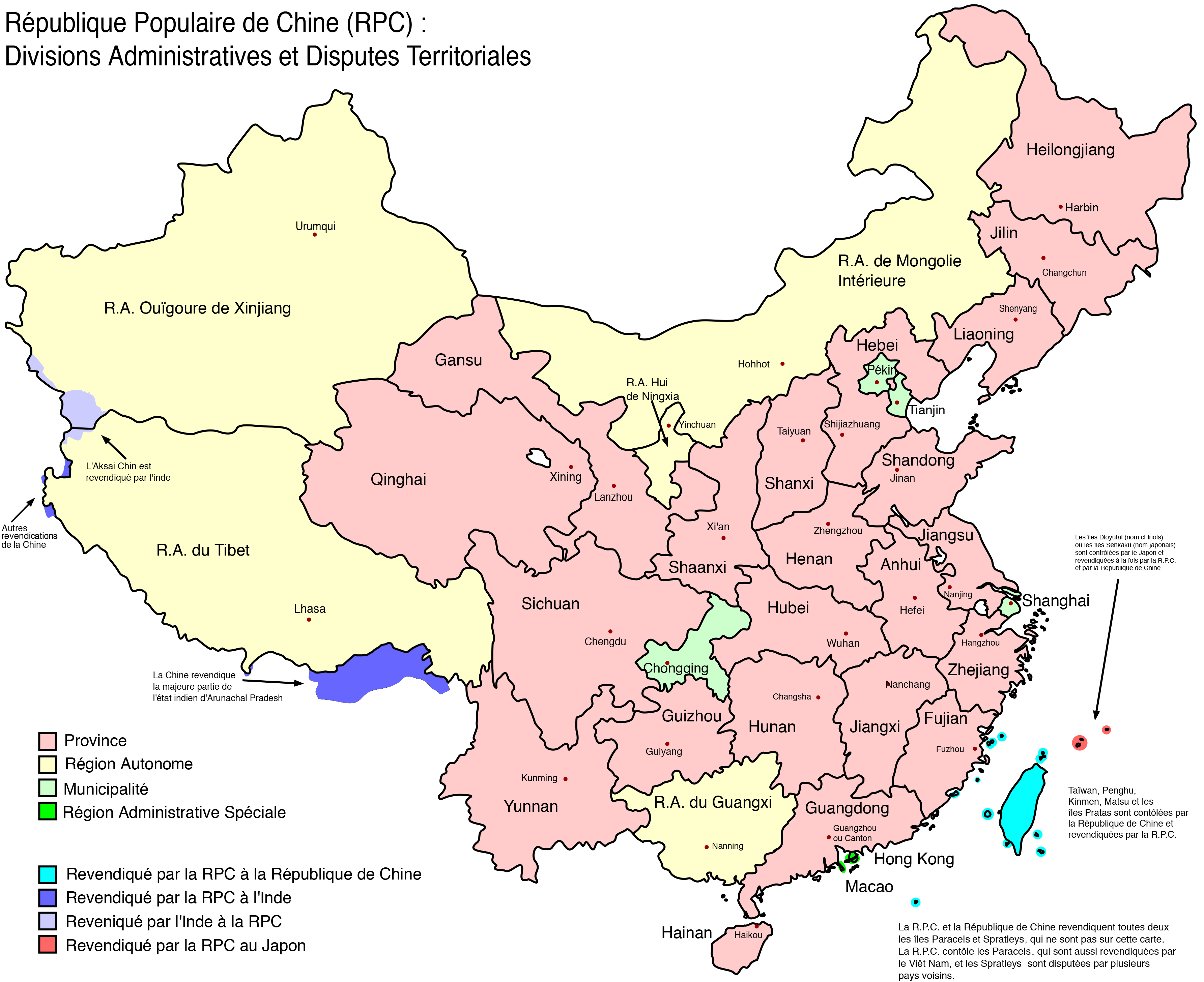
Divisions administratives et disputes territoriales de la république populaire de Chine.

Des heurts opposent depuis quelques années les Hans et les Huis.
Entre le 27 et le 31 octobre 2004, des affrontements violents ont opposé des milliers de paysans musulmans de l’ethnie Hui à d'autres paysans, de l’ethnie majoritaire Han, faisant plusieurs morts et blessés. Les autorités chinoises ont reconnu ces émeutes ainsi que le bilan de sept morts et 42 blessés. D'après un journaliste local interrogé par l’AFP, un total de 150 personnes auraient pu être tuées et blessées.

## Démographie
| 1912       | 1928       | 1936       | 1947       | 1954       | 1964       |
| ---------- | ---------- | ---------- | ---------- | ---------- | ---------- |
| 28 518 000 | 30 566 000 | 34 290 000 | 29 654 000 | 44 214 594 | 50 325 511 |

| 1982       | 1990       | 2000       | 2010       | 2020       | - |
| ---------- | ---------- | ---------- | ---------- | ---------- | - |
| 74 422 739 | 85 509 535 | 91 236 854 | 94 023 567 | 99 365 519 | - |

## Économie
Aujourd'hui, le Henan est toujours une des provinces agricoles, son importance a beaucoup baissé depuis une centaine d'années, à cause de sa position géographique et de sa population majoritairement rurale.
En juillet 2021, des vastes inondations ont causé des dommages matériels énormes (~ 10 Mrd US$).

## Subdivisions administratives
La province de Henan est divisée en dix-sept structures de niveau préfecture  qui sont toutes de type ville-préfecture ainsi qu'une ville vice-préfecture. Ces entités sont elles-mêmes subdivisées en 158 structures de niveau districtal : 52 districts, 21 Villes-districts et 85 Xian.
| Subdivisions administratives du Henan | Subdivisions administratives du Henan | Subdivisions administratives du Henan | Subdivisions administratives du Henan | Subdivisions administratives du Henan | Subdivisions administratives du Henan | Subdivisions administratives du Henan | Subdivisions administratives du Henan | Subdivisions administratives du Henan | Subdivisions administratives du Henan | Subdivisions administratives du Henan | Subdivisions administratives du Henan |  |
| ------------------------------------- | ------------------------------------- | ------------------------------------- | ------------------------------------- | ------------------------------------- | ------------------------------------- | ------------------------------------- | ------------------------------------- | ------------------------------------- | ------------------------------------- | ------------------------------------- | ------------------------------------- |  |
| District Xian                         |                                       |                                       |                                       |                                       |                                       |                                       |                                       |                                       |                                       |                                       |                                       |  |
| No.                                   | Code subdivision                      | Préfecture                            | Superficie en km2                     | Population 2010                       | Densité                               | Siège                                 | Subdivisions                          | Subdivisions                          | Subdivisions                          |                                       |                                       |  |
| No.                                   | Code subdivision                      | Préfecture                            | Superficie en km2                     | Population 2010                       | Densité                               | Siège                                 | Districts                             | Xians                                 | villes-district                       |                                       |                                       |  |
|                                       | 410000                                | Province du Henan                     | 167 000 km²                           | 94 023 567                            |                                       | Zhengzhou                             | 53                                    | 84                                    | 21                                    |                                       |                                       |  |
| 1                                     | 410100                                | Zhengzhou                             | 7 533 km²                             | 8 626 505                             |                                       | District de Zhongyuan                 | 6                                     | 1                                     | 5                                     |                                       |                                       |  |
| 5                                     | 410200                                | Kaifeng                               | 6 261 km²                             | 4 676 159                             |                                       | District de Gulou                     | 5                                     | 4                                     |                                       |                                       |                                       |  |
| 7                                     | 410300                                | Luoyang                               | 15 230 km²                            | 6 549 486                             |                                       | District de Luolong                   | 6                                     | 8                                     | 1                                     |                                       |                                       |  |
| 9                                     | 410400                                | Pingdingshan                          | 7 909 km²                             | 4 904 367                             |                                       | District de Xinhua                    | 4                                     | 4                                     | 2                                     |                                       |                                       |  |
| 2                                     | 410500                                | Anyang                                | 7 354 km²                             | 5 172 834                             |                                       | District de Beiguan                   | 4                                     | 4                                     | 1                                     |                                       |                                       |  |
| 3                                     | 410600                                | Hebi                                  | 2 137 km²                             | 1 569 100                             |                                       | District de Qibin                     | 3                                     | 2                                     |                                       |                                       |                                       |  |
| 13                                    | 410700                                | Xinxiang                              | 8 249 km²                             | 5 707 801                             |                                       | District de Weibin                    | 4                                     | 6                                     | 2                                     |                                       |                                       |  |
| 4                                     | 410800                                | Jiaozuo                               | 4 001 km²                             | 3 539 860                             |                                       | District de Jiefang                   | 4                                     | 4                                     | 2                                     |                                       |                                       |  |
| 10                                    | 410900                                | Puyang                                | 4 188 km²                             | 3 598 494                             |                                       | District de Hualong                   | 1                                     | 5                                     |                                       |                                       |                                       |  |
| 15                                    | 411000                                | Xuchang                               | 4 978 km²                             | 4 307 199                             |                                       | District de Weidu                     | 2                                     | 2                                     | 2                                     |                                       |                                       |  |
| 6                                     | 411100                                | Luohe                                 | 6 261 km²                             | 2 544 103                             |                                       | District de Yancheng                  | 3                                     | 2                                     |                                       |                                       |                                       |  |
| 11                                    | 411200                                | Sanmenxia                             | 9 937 km²                             | 2 233 872                             |                                       | District de Hubin                     | 2                                     | 2                                     | 2                                     |                                       |                                       |  |
| 8                                     | 411300                                | Nanyang                               | 26 509 km²                            | 10 263 006                            |                                       | District de Wolong                    | 2                                     | 10                                    | 1                                     |                                       |                                       |  |
| 12                                    | 411400                                | Shangqiu                              | 10 700 km²                            | 7 362 472                             |                                       | District de Liangyuan                 | 2                                     | 6                                     | 1                                     |                                       |                                       |  |
| 14                                    | 411500                                | Xinyang                               | 18 908 km²                            | 6 108 683                             |                                       | District de Shihe                     | 2                                     | 8                                     |                                       |                                       |                                       |  |
| 16                                    | 411600                                | Zhoukou                               | 11 959 km²                            | 8 953 172                             |                                       | District de Chuanhui                  | 2                                     | 7                                     | 1                                     |                                       |                                       |  |
| 17                                    | 411700                                | Zhumadian                             | 15 095 km²                            | 7 230 744                             |                                       | District de Yicheng                   | 1                                     | 9                                     |                                       |                                       |                                       |  |
|                                       |                                       |                                       |                                       |                                       |                                       |                                       |                                       |                                       |                                       |                                       |                                       |  |
| 18                                    | 419001                                | Jiyuan                                | 1 894 km²                             | 675 710                               |                                       | Sous-district de Qinyuan              |                                       |                                       | 1                                     |                                       |                                       |  |

## Principales villes
| Agglomération | Désignation en chinois | Population de l'agglomération millions (2017) | Rang (Chine) | Superficie | Densité | Commentaire                                 |
| ------------- | ---------------------- | --------------------------------------------- | ------------ | ---------- | ------- | ------------------------------------------- |
| Zhengzhou     | 郑州                   | 7,09                                          |              | 1554 km²   | 4600    |                                             |
| Luoyang       | 洛阳                   | 2,255                                         |              | 557 km²    | 4000    |                                             |
| Nanyang       | 南阳                   | 1,54                                          |              | 220 km²    | 7000    |                                             |
| Anyang        | 安阳                   | 1,4                                           |              | 246 km²    | 5700    |                                             |
| Pingdingshan  | 平顶山                 | 1,125                                         |              | 52 km²     | 21700   |                                             |
| Dengzhou      | 邓州                   | 0,955                                         |              | 62 km²     | 15400   | Rattaché à la ville-préfecture de Nanyang   |
| Jiaozuo       | 焦作                   | 0,92                                          |              | 272 km²    | 3400    |                                             |
| Kaifeng       | 开封                   | 0,895                                         |              | 233 km²    | 3800    |                                             |
| Sanmenxia     | 三门峡                 | 0,82                                          |              | 158 km²    | 5200    |                                             |
| Puyang        | 濮阳                   | 0,81                                          |              | 119 km²    | 6800    |                                             |
| Luohe         | 漯河                   | 0,79                                          |              | 155 km²    | 5100    |                                             |
| Shangqiu      | 商丘                   | 0,78                                          |              | 181 km²    | 4300    |                                             |
| Gongyi        | 巩义                   | 0,69                                          |              | 130 km²    | 3400    | Rattaché à la ville-préfecture de Zhengzhou |
| Xuchang       | 许昌                   | 0,67                                          |              | 67 km²     | 9900    |                                             |
| Zhoukou       | 周囗                   | 0,635                                         |              | 101 km²    | 6300    |                                             |
| Xinyang       | 信阳                   | 0,62                                          |              | 75 km²     | 8300    |                                             |
| Yanshi        | 偃师                   | 0,605                                         |              | 67 km²     | 9000    | Rattaché à la ville-préfecture de Luoyang   |
| Jiyuan        | 济源                   | 0,6                                           |              | 181 km²    | 3300    |                                             |
| Hebi          | 鹤壁                   | 0,585                                         |              | 155 km²    | 3800    |                                             |
| Zhumadian     | 驻马店                 | 0,545                                         |              | 137 km²    | 4000    |                                             |